# Ramón Boldú Salvador
Ramón Boldú Salvador   (Tarroja de Segarra, 13 de juliol de 1951), és un dibuixant de còmic català, pioner del còmic autobiogràfic a Espanya.

## Biografia
Traslladat als quatre anys amb la seva família a Barcelona, li agradava Anacleto, agente secreto de Manuel Vázquez, Corto Maltès d'Hugo Pratt, Hazañas Bélicas de Boixcar, La família Ulisses de Benejam i Tintin de Hergé. Als tretze anys ja intenta presentar les seves pàgines a diverses revistes.
Posteriorment, ja més gran, s'aficiona a autors com Copi, Crumb, Liberatore, Andrea Pazienza, Reiser o Wolinski.
Entre els anys 1976 i 1983 va publicar a la revista eròtica espanyola Lib una sèrie de còmics eròtics i humorístics titulada primer Mi pareja i dos anys després Los Sexcéntricos.
Més tard va col·laborar també en la revista d'humor El Jueves i en la francesa Hara-Kiri.
Ha estat també director de diverses revistes, incloent El Víbora, on a partir de 1988 va crear una sèrie sobre les aventures del motorista Mario Gamma el Griego. L'any 1990, va començar a explicar la seva pròpia vida, amb un dibuix més ràpid, en una successió d'historietes que després serien recopilades com a Bohemio pero abstemio (La Cúpula) i Memorias de un hombre de segunda mano (Glénat).
Ja al segle xxi, va ser contractat com a guionista de la pel·lícula porno The Uranus Experiment (2000). Va tornar al còmic amb les novel·les gràfiques El arte de criar malvas (2008) i Sexo, amor y pistachos (2010), també de tint autobiogràfic (ambdues editades per l'editorial Astiberri Edicions).
L'any 2013 participa amb una història breu al llibre Panorama, la novela grafica española hoy (Editorial Astiberri).